# NGC 335
NGC 335 је спирална галаксија у сазвежђу Кит која се налази на NGC листи објеката дубоког неба.
Деклинација објекта је - 18° 14' 3" а ректасцензија 0h 59m 19,6s. Привидна величина (магнитуда) објекта NGC 335 износи 14,3 а фотографска магнитуда 15,1. NGC 335 је још познат и под ознакама ESO 541-6, MCG -3-3-15, IRAS 00568-1830, PGC 3544.